# Мулламир

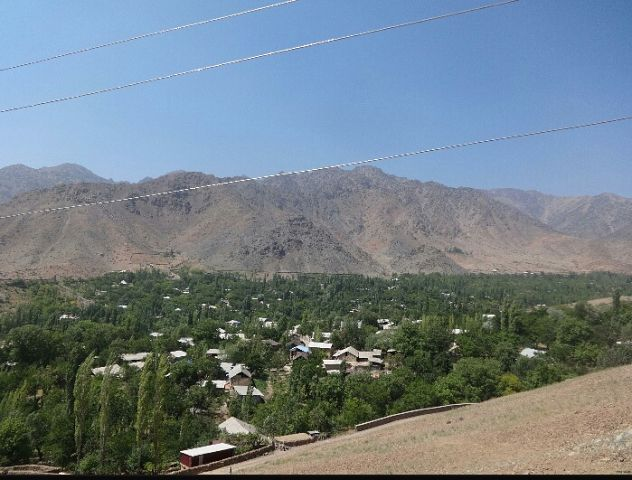

Мулламир (тадж. Мулломир) — село в джамоате (сельской общине) Шайдон Аштского района Согдийской области Таджикистана. Население 2381 человек (2020), таджики.

## География
Располагается в Ферганской долине, в 7 км от перевала Кандыр-даван Кураминского хребта, в верховье Даганасай.
Лесная местность Надока находится на северной стороне деревни.
Пешим ходом от него за три часа в хорошую погоду можно миновать перевал и спуститься на западный склон Кураминского хребта, к селению Кошрабат.
От Мулломира до центра джамоата и районного центра посёлка Шайдон 24 км.

## Топоним
Название села состоит из двух частей. «Мулло» — «мулла, священник, грамотный человек» и «амир» — «правитель, князь».

## Инфраструктура
В деревне есть школа, чайхана, библиотека, клуб, медицинский пункт и другие административные здания. Деревня состоит из четырёх кварталов (махалла): Кала, Сомон, Джавонон и Навобод.
Основным занятием сельского населения является садоводство, земледелие и животноводство. Почвы орошаются из речки Надок и нескольких небольших родниковых соев.

## Известные уроженцы, жители
Профессор, доктор исторических наук Абдували Кушматов, профессор, доктор геологии и минералогии Садриддин Абдурахимов, энергетик Таджикистана Абдусами Абдувахидов, поэт и журналист Хамза ибн Ямин — уроженцы этой деревни.